# إس سي جونسون وابنه
س. جي. جونسون & الابن (يشار إليها عادة باسم س. سي. جونسون ) هي شركة أمريكية متعددة الجنسيات متخصصة في تصنيع مواد التنظيف المنزلية والمواد الكيميائية الاستهلاكية الأخرى الموجودة في راسين ، ويسكونسن .  في عام 2017 ، س. ج. جونسون توظف حوالي 13000 شخص وتقدر مبيعاتها بـ 10 مليارات دولار. الشركة مملوكة لعائلة جونسون. إتش فيسك جونسون ، رئيس مجلس الإدارة والرئيس التنفيذي منذ عام 2004 ، هو الجيل الخامس من عائلة جونسون التي تقود الشركة.

## ماركات

### منتجات العناية بالسيارات
- جراند بريكس (في بعض الأسواق تعرف باسم كيت وكارنو)
- تيمبو

### الرعاية الكلمة
- غلو كوت
- جونسون برايت
- مستر ماسيل
- بليكسون

### منتجات التنظيف والرائحة المنزلية
- آرمسترونغ
- بيبي غانيكس
- بايسلين
- بايفريش
- شموع بينبود سوي
- بليم (علامة تجارية)
- كالدريا
- درانو
- إكوفر[4]
- س. جي. جونسون & الابن
- فافور
- غليد
- غراب-إت
- كابي كيلر(اليابان)
- كيوي درانيكس
- كيوي درانيكس كلين
- Method[4]
- مستر مسكل
- Mrs. Meyer's Clean Day
- Nature's Source
- Oust
- بليدج
- برايد لتلميع الأثاث[5]
- سكرابينغ بابيلز - منظف حمامات (عرف سابقاً باسم داو قبل بيعها لشركة إس سي جونسون وابنه)
- شاوت
- توليت دوك
- ويندكس

### منتجات تخزين المواد الغذائية المنزلية
- ساران التفاف
- زيبلوك

### مكافحة الآفات المنزلية
- أول أوت ( الهند )
- أوتان
- بايجون
- فوي ( الأرجنتين )
- إيقاف!
- بيرل ( فرنسا )
- غارة
- ريدسكت ( ماليزيا )

### العناية بالأحذية
- باما
- كلاس
- جريسون
- كيوي
- ملتونيان
- سلمندر
- تانا
- وولي
- وولي سبورت

## روابط خارجية
- الموقع الرسمي
- قدمت الشركة قائمة المكونات لأوروبا وأمريكا الشمالية